# Бровінець-Польський
Бровінець-Польський (пол. Browiniec Polski, нім. Probnitz) — село в Польщі, у гміні Біла Прудницького повіту Опольського воєводства.
Населення — 139 осіб (2011).

## Демографія
Демографічна структура станом на 31 березня 2011 року:
|          | Загалом | Допрацездатний вік | Працездатний вік | Постпрацездатний вік |
| -------- | ------- | ------------------ | ---------------- | -------------------- |
| Чоловіки | 60      | 7                  | 41               | 12                   |
| Жінки    | 79      | 15                 | 44               | 20                   |
| Разом    | 139     | 22                 | 85               | 32                   |